# Джером Блейк
Джером Блейк (18 серпня 1995 , Buff Bayd, Саррі ) — канадський легкоатлет, що спеціалізується на спринті, срібний призер Олімпійських ігор 2020 року, чемпіон світу.

## Кар'єра
| Рік                | Змагання             | Місце проведення   | Місце              | Дисципліна            | Результат          | Примітки           |
| Представник Канада | Представник Канада   | Представник Канада | Представник Канада | Представник Канада    | Представник Канада | Представник Канада |
| ------------------ | -------------------- | ------------------ | ------------------ | --------------------- | ------------------ | ------------------ |
| 2018               | Чемпіонат NACAC      | Торонто, Канада    | 5                  | біг на 200 метрів     | 20.64              |                    |
| 2018               | Чемпіонат NACAC      | Торонто, Канада    | 1                  | естафета 4×100 метрів | 38.56              |                    |
| 2019               | Панамериканські ігри | Ліма, Перу         | 6                  | біг на 200 метрів     | 20.66              |                    |
| 2021               | Олімпійські ігри     | Токіо, Японія      | 2                  | естафета 4×100 метрів | 37.70              |                    |
| 2022               | Чемпіонат світу      | Юджин, США         | 24 (з.)            | біг на 100 метрів     | 10.16              |                    |
| 2022               | Чемпіонат світу      | Юджин, США         | 11 (пф.)           | біг на 200 метрів     | 20.29              |                    |
| 2022               | Чемпіонат світу      | Юджин, США         | 1                  | естафета 4×100 метрів | 37.48              | WL NR              |